# Langelinie
Langelinie est le nom d'une partie du port de Copenhague (Danemark) composée du Parc de Langelinie et du Quai de Langelinie.

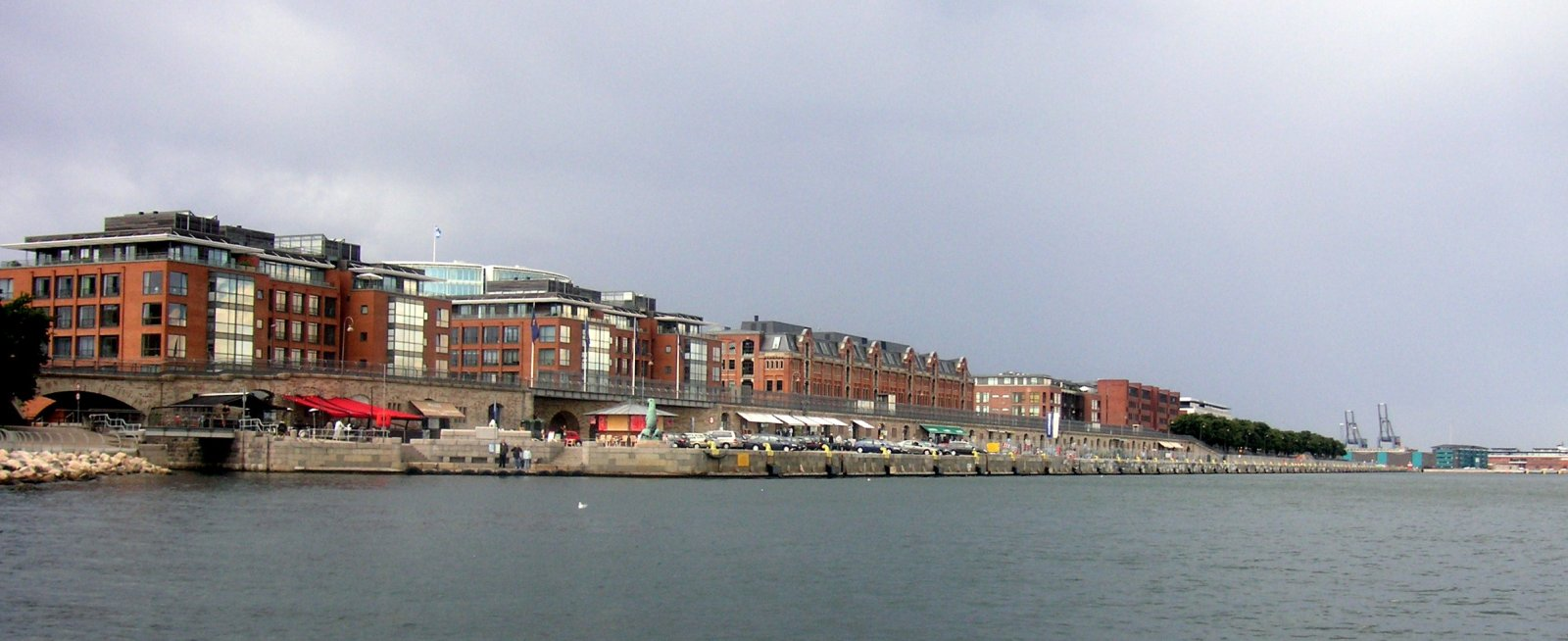
Langelinie vue depuis la rade.